# Болница
Болница је установа здравствене неге, која често обезбеђује дужи боравак пацијената на лечењу, институција за дијагностику и лечење, преглед пацијената и обављање порођаја. Болнице данас финансирају држава, здравствене организације, здравствена осигурања и задужбине. У прошлости су болнице често осниване и финансиране од верских редова или задужбинара (појединаца или владара). Особље болница данас чине професионално школовани лекари, хирурзи и сестре, док су током историје овај посао обављали верски редови или добровољци. Најпознатији тип болнице је општа болница, која обично има одељење за хитне случајеве за лечење хитних здравствених проблема, од жртава пожара и несрећа до изненадне болести. Окружна болница је обично главна здравствена установа у свом региону, са много кревета за интензивну негу и додатних кревета за пацијенте којима је потребна дуготрајна нега. Специјализоване болнице укључују трауматске центре, болнице за рехабилитацију, дечије болнице, геријатријске болнице и болнице за решавање специфичних медицинских потреба, попут психијатријског лечења (види психијатријску болницу) и одређених категорија болести. Специјализоване болнице могу помоћи у смањењу трошкова здравствене заштите у поређењу са општим болницама. Болнице су класификоване као опште, специјалне или државне, у зависности од извора прихода.

## Етимологија
Реч болница потиче из 8. века. Словенског је порекла. Етимолошки корен је везан за старословенску реч; „бол“. Забележено је да је ову реч први употребио Свети Сава Немањић (приликом писања манастирских типика за Хиландар у Светој Гори и Студеницу у Србији.

## Врсте болница

### У прошлости
(лат.  „гостињски”) или гостињци најпре су биле собе или простори за госте односно странце, који су се касније користиле за лечење гостију, путника и других.
Лазарети су првобитно били изолацијске болнице или склоништа, а добили су име по болници Четвородневни Лазар у Риму где су већ у 7. веку вршили изолацију губаваца. Године 1374. одређено је у Млецима да се на Острву св. Лазара постави карантин против куге, у коме су сви дошљаци с Истока морали проборавити 40 дана (итал. quaranta „четрдесет”, одакле „карантин”), да се очисте и лекарски прегледају. Касније су се лазаретом називале углавном војне болничке установе, те превијалишта и завојишта рањеника.

### Данас
Болнице су јавне и приватне (лечилишта, санаторијуми итд). Јавне болнице морају примати болеснике без обзира на платежну способност. По свом раду су опште и специјалне. Опште болнице лече болеснике свих врста болести, док су специјалне болнице намењене лечењу посебних група обољења (душевне болнице, породилишта, болнице за туморе, заразне болести итд) или посебних болесника (нпр. дечје болнице).
Опште болнице могу бити уређене само за најнужније болничко лечење, а могу имати и посебне оделе за стручно лечење.

## Историја
Још од најстаријих дана у људском друштву јавила се потреба за збрињавањем нејаких и болесних. Међутим, људи су знатно касније дошли на помисао да оснују болнице. Грци, на пример, нису имали никакве јавне институције за збрињавање болесних. Неки њихови лекари имали су операционе собе где су могли да обављају свој посао, али оне су биле тако мале да су могле да приме само по једног пацијента. Римљани су у доба ратова основали болнице у којима су лечени рањени и болесни војници. Касније су и већи римски градови добили болнице које су се издржавале из народних фондова. 
Са развојем хришћанства, црква је преузела бригу о болеснима. Највећи број болница у средњем веку био је под окриљем манастира, тако да су се калуђери и калуђерице бринули о болеснима. Пошто животни услови у средњем веку нису били повољни, а на хигијену се није пазило, тако су и болнице тога времена биле нечисте и неуређене. 
Многе болнице су биле претрпане, те се дешавало да два или више болесника леже у истом кревету. У XVII веку поправили су се општи услови живота. Људи су осећали да је држава дужна да се брине о својим оболелим грађанима, али тек у XVIII веку почињу да се отварају опште државне болнице по већим европским градовима. У Северној Америци, прву болницу подигао је Кортез у граду Мексику 1524. године.

### Антика
Болнице су познате од давнина, али су то првобитно била више примитивна сиротишта, убожишта или неговалишта стараца и немоћних. Ипак су се овакве установе повремено бринуле и за лечење болесника или рањеника. У Индији су већ у 5. веку п. н. е. постојале установе налик на данашње болницама. Болничким се лечењем може сматрати и оно лечење, којим су се бавили свештеници у староегипатским храмовима Изиде и Сераписа или у старогрчким храмовима Асклепија. У крајевима под утицајем грчке културе и медицине болесници су прво били смештани у храмове, где су се молили за здравље, лежали и ишчекивали оздрављење. Касније су се уз храмове градиле посебне просторије за болеснике, асклепијеји, посвећени богу Асклепију. На лечење у таквим просторијама (лат. incubatio) имали су право само болесници који су током живота даривали храму. Асклепијеји у Атени и у Епидауру били су познати по читавом тадашњем цивилизованом свету. На крају су та склоништа постала школе терапеутике, јер су уз њих биле уређене неке врсте клиничких предаваоница, где се учио лекарски нараштај. Такве су школе биле на Косу (где се према предању школовао Хипократ) и Книду, где је цвала емпиријска медицина и природно лечење, а посебно хидротерапија, масажа и телесна вежба. У исто доба постојали су у Грчкој ксенодохији, посебне установе за старце. У доба Хипократа (460.-377. п. н. е.) налазила се уз дом лекара просторија налик на данашњу амбуланту, у којој би примао болеснике на лечење. У Помпејима је ископана таква кућа из 4. века п. н. е., позната данас под именом Casa di chirurgo. У Риму су касније постојале посебне зграде зване valetudinarium, које су богати римски грађани и војсковође користили за лечење својих робова и војника.

### Средњи век
У доба хришћанства прве болнице се спомињу у Цезареји, Византу, Риму, а касније нарочито на путу за Палестину, камо се ходочастило на гроб Христов. То су била углавном убожишта или неговалишта стараца, немоћника или путника и ходочасника, у којима су радили по један лекар и фармацеут. У Цезареји је болницу саградио кападокијски бискуп Базилије. У Византу је у II веку болницу уз цркву св. Павла саградио цар Алексије Комнен и назвао је орфанотрофијум. Посебно су познате биле болнице у Јерусалиму: Санта Марија Латина, коју су основали трговци из Амалфија у лл. веку, и Болница светог Ивана Крститеља, једна од највећих болница свога доба, коју су основали бенедиктинци. Од ње вуку своје порекло малтешки витезови ивановци (Рођани). Њихове установе за лечење, којих је 1236. било већ четири хиљаде, међу којима и неколико болница, и данас развијају своју племениту делатност. Многи други црквени редови (бенедиктинци, темплари, витезови св. гроба, немачки витезови и др) посвећивали су се њези болесника и оснивали болнице. Касније, а посебно након закључака црквеног сабора у Ахену 816, у самостанима су се одвајале посебне просторије (инфирмарији од лат. domus infirmorum) за болесну браћу и за склоништа путницима, ходочасницима, убогарима и болесницима из околине. Истовремено су самостански вртови и подруми служили за узгајање и спремање лековитог биља. У таквим су самостанима радили монаси који су имали болничарско (infirmarius), лекарско и фармацеутско звање у правом смислу речи. Касније су се ове самостанске болнице оделиле од самостана, а управе градова или земаља су настојале да их преузму као своје болнице.
У Риму је прва јавна болница саграђена око 400. године, а до  века је тај број нарастао на око 24 самосталне болнице или у склопу црквених здања. Велики болнички комплекс Св. Духа (итал. S. Spirito) у Риму с 300 постеља подигао је у  веку papa Иноћентије , а обновио ју је у раздобљу 1473 – 1476 папа Сикст IV У Шпанији је велику болницу у Мериди (Бадајоз) саградио бискуп Масона (573 – 606). Како се подизање болница сматрало богоугодним делом, црквени сабор у Ници 325. одлучио је да сваки већи град сагради и уздржава склоништа за сиромашне, немоћне и болесне путнике. Папа Иноћентије III основао је, а касније и новчано подупирао, посебну братство Св. Духа за негу болесника уз истоимену болницу у Риму. Слична су братства омогућила подизање болница у Француској, Немачкој, Италији и Шпанији. Санта Мариа дела Скали у Сиени била је истодобно самостан, сиротиште, болница, склониште и изолациона просторија. У Паризу је већ у 7. веку била подигнута болница Хотел-Диеу, која је касније реновирана, те и данас служи у болничке сврхе.
Познате су просторије за губу, кугу и сифилис. Од првих је познат hospitiolum ad suscipiendos leprosos св. Отмара из 736. у близини самостана св. Галена, док мање лепрозорије спомиње бискуп Гргур од Турса (538 – 593), а краљ Ротари одредио је већ у  веку, да се губавци у Риму изолују у Hospitale Sancti Lazari. У лепрозорским лазаретима слабо се лечило. Ту је болесник био осуђен на доживотну самоћу и већ жив проглашен мртвим. Ни у лазаретима против куге није било боље. Већи је успех постигнут профилактичком уредбом карантина у сваком већем граду. Али је потпуно сврсисходно лечење против сифилиса започето и спровођено управо у хоспиталима, из чега се развила прва специфична терапија. Подизање и уздржавање болница је посебно било распрострањено у средњој Европи. Осим самостанских болница (хоспитала), постојале су и грађанске. Такве су подизали 1183. у Ерфурту Фридрих I Барбароса и у Цириху војвода Бертхолд V (1186 – 1218), те 1225. у Констанци градска општина. Истовремено су болнице постојале у свим већим градовима средње Европе. Оне су се редовно звале болнице Св. Духа. У прво време нису имале болничког лекара. Болнички су прописи одређивали, како се требају лечити болесници и ко се треба о њима бринути. Стални се болнички лекари јављају тек у 14. веку. Многе су од ових болница имале и јак хигијенско-просветни значај и многе дужности социјалне неге.